# Bissandougou
Bissandougou ist ein Ort in der Präfektur Kankan im Osten des westafrikanischen Guinea, an der Nationalstraße Nr. 1, ca. 50 km südlich von Kankan.
Bissandougou war ab 1878 Hauptstadt des Wassoulou-Reiches von Samory Touré. Hier wurde am 23. März 1887 der „Vertrag von Bissandougou“ unterzeichnet, mit dem der Niger als Grenzfluss zwischen den französischen Besitzungen und dem „Staat des Almamy Samory“ definiert wurde und dass sich der Staat unter das Protektorat Frankreichs begibt.
Nach Kämpfen, die im März 1891 unter dem Oberbefehl von Colonel Louis Archinard wieder aufgeflammt waren, besetzten Einheiten seines Nachfolgers Pierre Marie Gustave Humbert, Anfang 1892 zum Oberkommandierenden des französischen Sudan ernannt, am 12. Januar 1892 Bissandougou kampflos, nachdem Samory Touré die Stadt angezündet hatte. Er wich mit seinen Kämpfern vor den Franzosen nach Süden aus.